# Rubus condensatus
Rubus condensatus är en rosväxtart som beskrevs av Philippe-Jacques Müller.
Rubus condensatus ingår i släktet rubusar och familjen rosväxter.

## Underarter
Arten delas in i följande underarter:
- Rubus condensatus achtarovii
- Rubus condensatus minutiserratus